# Hợp Lý, Triệu Sơn
Hợp Lý là xã bán sơn địa của huyện Triệu Sơn, Thanh Hóa, Việt Nam.

## Vị trí địa lý
Diện tích hơn 850 ha, tổng số dân 4.757 người, số hộ 1.200. Có tỉnh lộ 514 đi qua rất thuận lợi về giao thông. Phía Tây giáp với xã Thọ Bình, Cán Khê. Phía Bắc giáp với xã Thọ Tiến. Phía Đông giáp với xã Hợp Thắng, Thọ Tân. Phía Nam giáp với xã Hợp Tiến.

## Tổ chức hành chính
Trung tâm hành chính của xã: Đặt tại xóm 6-7, ban đầu gồm 13 xóm từ xóm 1 đến xóm 13.

## Giao thông
Xã có tuyến đường tránh quốc lộ 47 đi qua, có tuyến xe bus số 17 từ Hợp Lý đi Giắt - TP Thanh Hóa.

## Giáo dục
Xã có Trường Tiểu học Hợp Lý, Trường Trung học Cơ sở Hợp Lý, Trường Trung học Phổ thông Triệu Sơn 3.

## Lịch sử
Hợp Lý là vùng đất giàu truyền thống, trước kia xã thuộc huyện Nông Cống, được tách ra và thuộc Huyện Triệu Sơn từ 1965.
Vùng đất này xưa kia từng là nơi đóng quân của một trong 12 sứ quân là tướng Ngô Xương Xí, tức Ngô sứ quân giữ Bình Kiều (xóm 5-6-7). Về sau Hợp Lý được biết với cái tên "ấp Di Linh" nổi tiếng từ thời nhà Đinh - Tiền Lê.
Các xóm 10-11-12 ở Hợp Lý do một số con cháu thuộc dòng dõi con cháu Chúa Trịnh đã đến khai hoang lập nghiệp. Do đợt mất mùa đói kém (năm 45) nên có nhiều người từ Nam Định (thời ấy là Nam Hà) đã di cư về (vừa để tránh giặc Pháp hoành hành, vừa để kiếm miếng cơm cho qua nạn đói) nên giọng nói và các tập tục của các xóm 4, 5, 6-7, 8, 9 vẫn giữ được giọng của người Nam Định.
Những năm đầu của chính quyền cách mạng khó khăn. Tranh thủ sự yếu kém của cách mạng, Quân Tưởng đã lập nên Quốc Dân Đảng tại VN. Được sự ủng hộ của một số địa chủ ở đây chúng lập tại xóm 5 một trong những cơ sở chính của chúng.
Trong thời bao cấp, xã Hợp Lý được chia thành 3 hợp tác xã nông nghiệp, gồm Đông Thành (xóm 1-2-3), Hoàng Thanh (xóm 4-5-6-7-8-9) và Văn Sơn (10-11-12).